# Ma sát lăn
Ma sát lăn là lực ngăn cản lại sự lăn của một bánh xe hay các vật có dạng hình tròn trên mặt phẳng bởi sự biến dạng của vật thể và/ hoặc của bề mặt(có thể cũng không nhất thiết là có dạng hình tròn). Thông thường, với cùng một vật nặng và bề mặt tiếp xúc, độ lớn của lực ma sát lăn nhỏ hơn nhiều so với ma sát trượt.